# Roswitha Hamadani
Roswitha Hamadani (Roswitha Reinhard-Hamadani, Roswitha Hamadani-Dabagh, * 7. August 1944 in Graz als Roswitha Reinhard) ist eine österreichische Schriftstellerin.

## Leben
Roswitha Hamadani studierte Germanistik und Slawistik an der Universität Graz. Sie schloss dieses Studium 1970 ab  mit der Promotion zum Doktor der Philosophie. Neben ihrer Tätigkeit als Bibliothekarin ist sie auch schriftstellerisch tätig. 1982 nahm sie am Ingeborg-Bachmann-Wettbewerb in Klagenfurt teil. Sie lebt heute in Zürich.
Roswitha Hamadani ist Verfasserin von Romanen, Erzählungen, Gedichten und Hörspielen.
Roswitha Hamadani ist Mitglied der Grazer Autorinnen/Autorenversammlung. 1978 wurde sie mit dem Paula-von-Preradović-Preis ausgezeichnet.

## Werke
- Motive und Motivationen im literarischen Werk von Ivo Andrić, Graz 1978 (unter dem Namen Roswitha Hamadani-Dabagh)
- Zeitbomben, Baden bei Wien 1979 (unter dem Namen Roswitha Hamadani)
- Ein Mann kauft einen Sessel, Wien 1981 (unter dem Namen Roswitha Reinhard-Hamadani)
- Ein Jäger trat aus einem Strauch, Zürich 1984 (unter dem Namen Roswitha Hamadani)